# Hottendorf
Hottendorf este o comună din landul Saxonia-Anhalt, Germania.